# 주유소

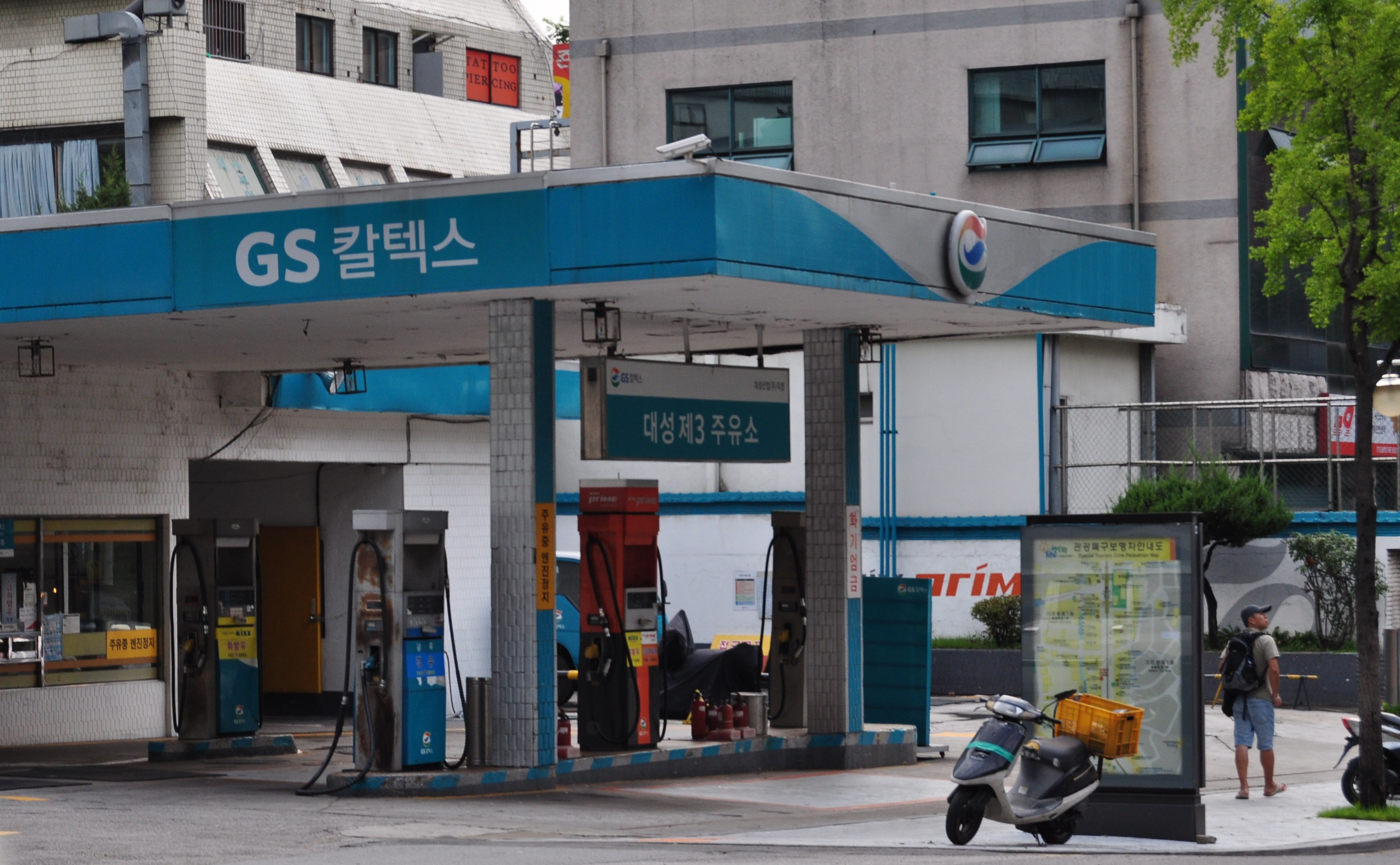
GS칼텍스 주유소 (서울 이태원소방센터옆 현재는 철거)

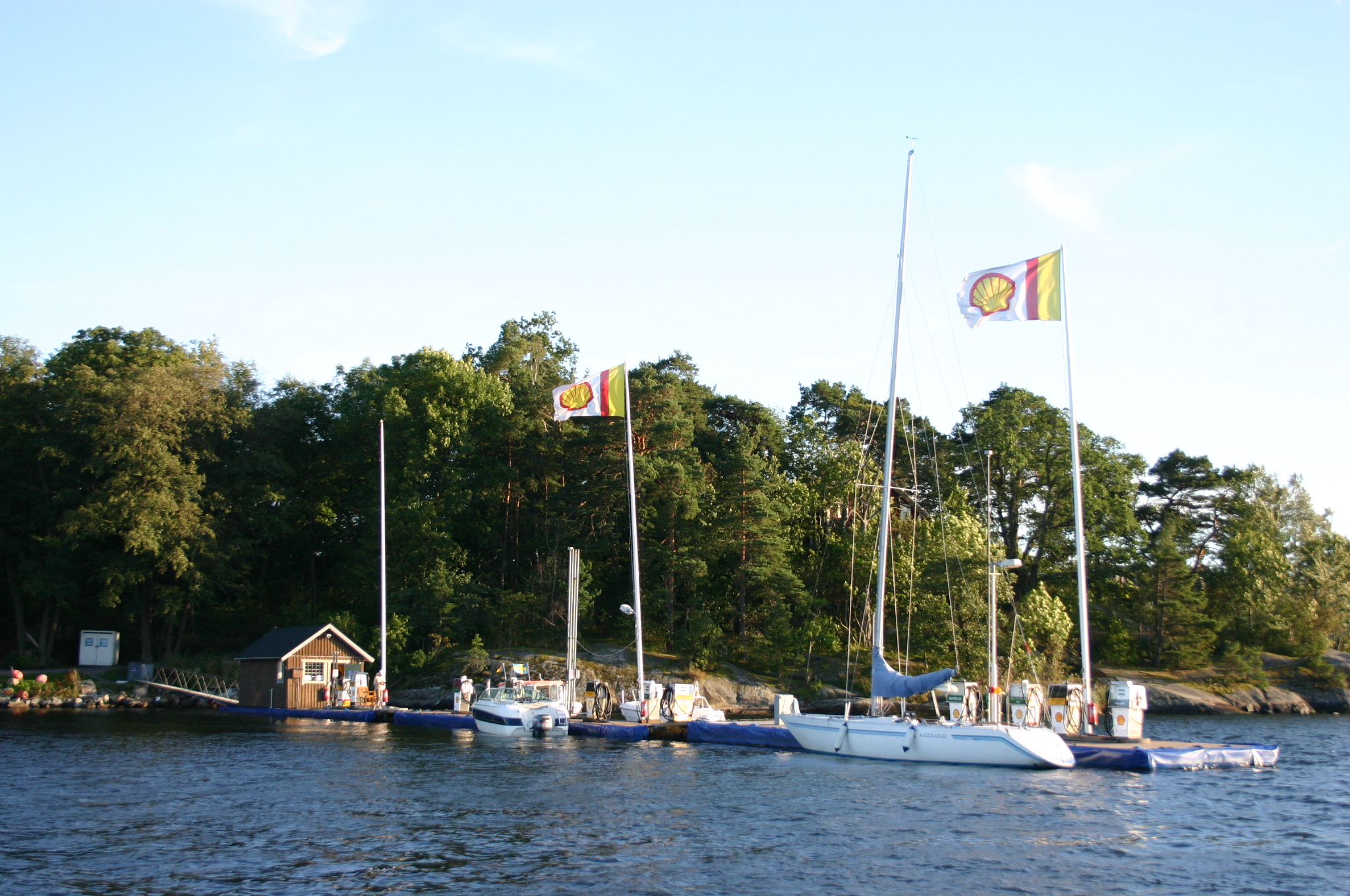
보트에 넣을 기름을 판매하고 있는 스웨덴 스톡홀름의 보트 주유소

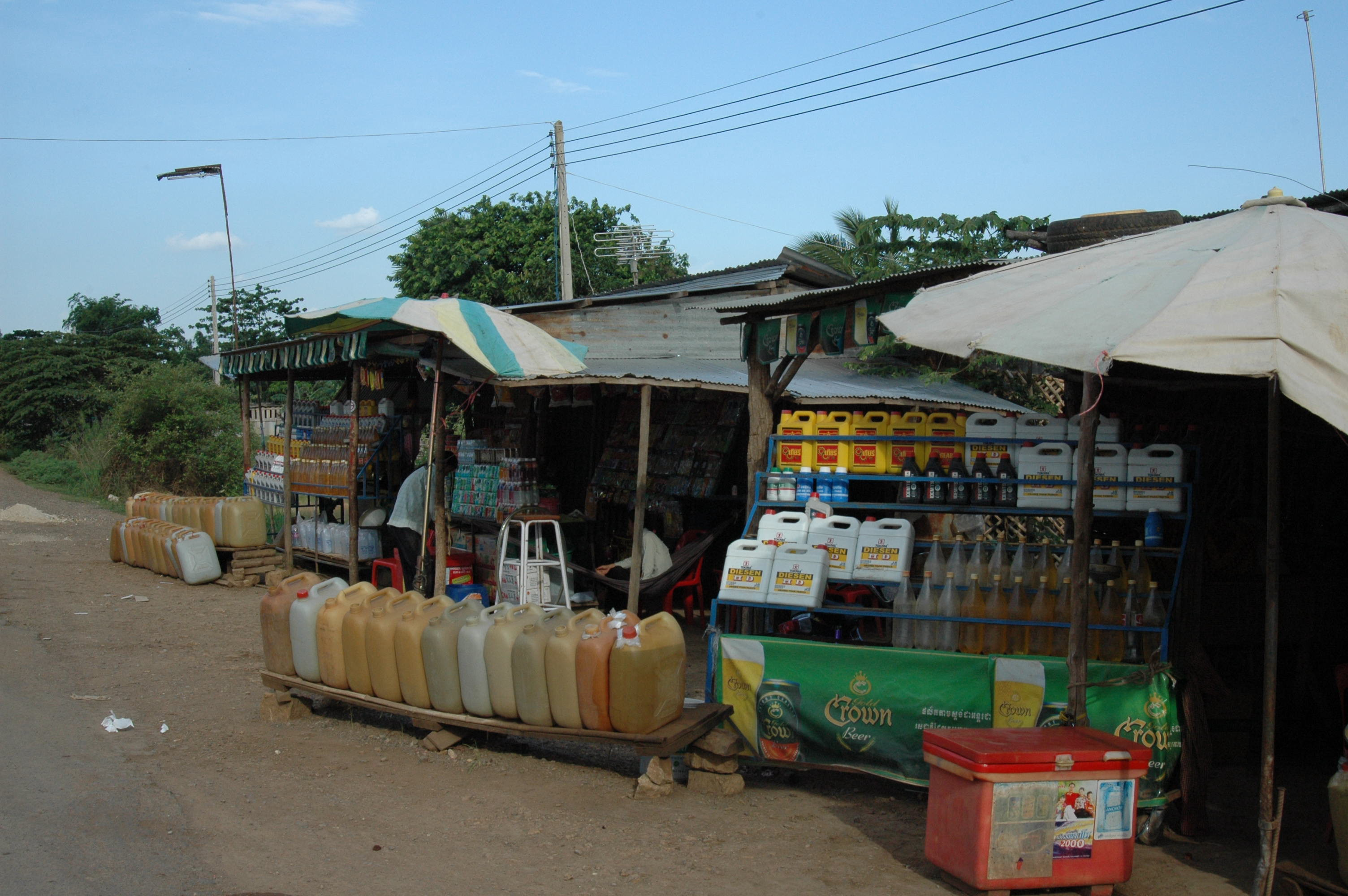
길위에서 가솔린을 판매하고 있다. 사진은 타이에서 캄보디아의 시엠립으로 가는 길에 있는 노상주유소

주유소(注油所, 문화어: 연유공급소, 영어: filling station, gas station, petrol station)는 휘발유나 경유 등의 각종 자동차 엔진용 연료를 판매하는 장소이다. LPG(액화석유가스)를 연료로 이용하는 자동차를 위해서 LPG를 충전하는 곳은 LPG 충전소라고 하며, 보통 주유소와는 별도로 둔다. 전기자동차에 전기를 충전하는 전기차 충전소도 있다.
보통 주유소하면 차량용 주유소를 가리키지만, 모든 주유소가 자동차만을 위한 것은 아니다. 보트 등을 위한 해상 주유소도 있으며, 항공기와 디젤 기관차, 디젤동차를 위한 주유소도 각 공항과 주요 역에 마련되어 있다. 상공에서 항공기에 연료를 공급하는 공중급유기도 있다.

## 역사

### 세계
1886년 카를 벤츠가 최초의 가솔린 엔진을 이용한 모토바겐이 생겨나고 1888년부터 제품화에 들어서면서 연료로 쓰이는 휘발유의 공급을 위해 생겨났다. 초기에는 연료를 중심으로 하는 전문적인 주유소가 아닌 기존의 다른 업종에서 부가적으로 연료를 판매하는 방식이었다. 독일 남부 바덴뷔르템베르크주의 비스로흐에서 최초의 주유소가 생겼으나, 원래는 약국이었던 곳에서 휘발유 등의 연료를 판매하는 형태였다.
미국의 헨리 포드가 내놓은 포드 모델 T가 등장하면서 자동차의 대중화와 함께 연료 공급 수요가 늘어나게 된 이후, 연료만을 전문으로 하는 최초의 주유소가 1905년, 미국 미주리주 세인트루이스의 412 S. Theresa Avenue에 세워졌다.

### 대한민국
대한민국의 주유소는 1969년 서울특별시 마포구 홍익대학교 인근에 처음으로 개설된 '청기와주유소'가 그 시초로 알려져 있다. 다만, 이보다 앞선 1910년에는 서울역 앞에서 미국 스탠다드 오일이 설립한 '역전주유소'가 존재하였다.
전국 주유소 현황을 살펴보면, 1970~1980년대에는 약 1,000여 개소에 불과하였으나, 1985년에는 2,000여 개, 1989년 3,000여 개, 1992년 5,000여 개, 1995년 8,000여 개, 1998년에는 1만여 개에 이르렀다. 2000년대 초반에는 약 1만 1,000여 개, 2000년대 중후반에는 1만 2,000여 개로 급격히 증가하였다가 2010년대 초반에 정점을 찍은 이후 감소하는 추세를 보이기 시작하였다. 다만 셀프 주유소의 수는 계속해서 증가하는 경향을 나타내고 있다. 2024년 기준으로 대한민국 내 주유소 개수는 총 10,875개이며, 이 중 5,606개(약 51.5%)가 셀프 주유소에 해당한다.

## 국가별 주유소 명칭
- 대한민국 : 주유소(注油所)
- 조선민주주의인민공화국 : 연유공급소(燃油供給所)
- 일본 : 급유소(給油所 규유쇼[*]), 급유취급소(給油取扱所 규유토리아쓰카이쇼[*]), 가솔린스탠드(ガソリンスタンド 가소린스탄도[*])
  -  급유취급소는 일본의 위험물에 관한 정령에서 표현하는 용어이며, 일본에서는 주유소보다 가솔린스탠드라는 단어를 더 많이 사용한다.
- 중국(중화인민공화국) : 가유참(중국어: 加油站 jiāyóuzhàn, 찌아요우잔[*])
- 대만(중화민국) : 가유참(중국어: 加油站 ㄐㄧㄚ ㄧㄡˊ ㄓㄢˋ짜아요우잔)
- 몽골 : БЕНЗИН(벤징)
- 중국(홍콩), 싱가포르 : 유참(광둥어: 油站 jau2 zaam6, 야우잔)
- 베트남 : trạm xăng(짬쌍), cây xăng(꺼이 쌍)
- 태국 : ปั้มน้ำมัน
- 캄보디아 : ស្ថានីយ៍ប្រេង
- 미얀마 : ဆီဆိုင်
- 아랍권 : سطاسيون
- 터키 : benzin istasyonu
- 미국 : 가스 스테이션(Gas Station)
- 영국, 뉴질랜드, 호주 등 대부분의 영어권 국가 : 페트롤 스테이션(Petrol Station)
  - 거의 모든 영어권을 포괄하는 용어로 필링 스테이션(Filling station)을 사용하기도 한다.
- 프랑스 : 스타시옹 세르비스(Station-service)
- 이탈리아 : 스따찌오네 디 세르비지오(stazióne di sevizio)
- 독일 : 탕크슈텔레(Tankstelle)
- 러시아 : 벤자칼론카(бензоколо́нка)
- 포르투갈 : Posto de gasolina(뽀스도 디 까솔리나)
- 스페인 : 까솔리네라(gasolinera)

## 서비스

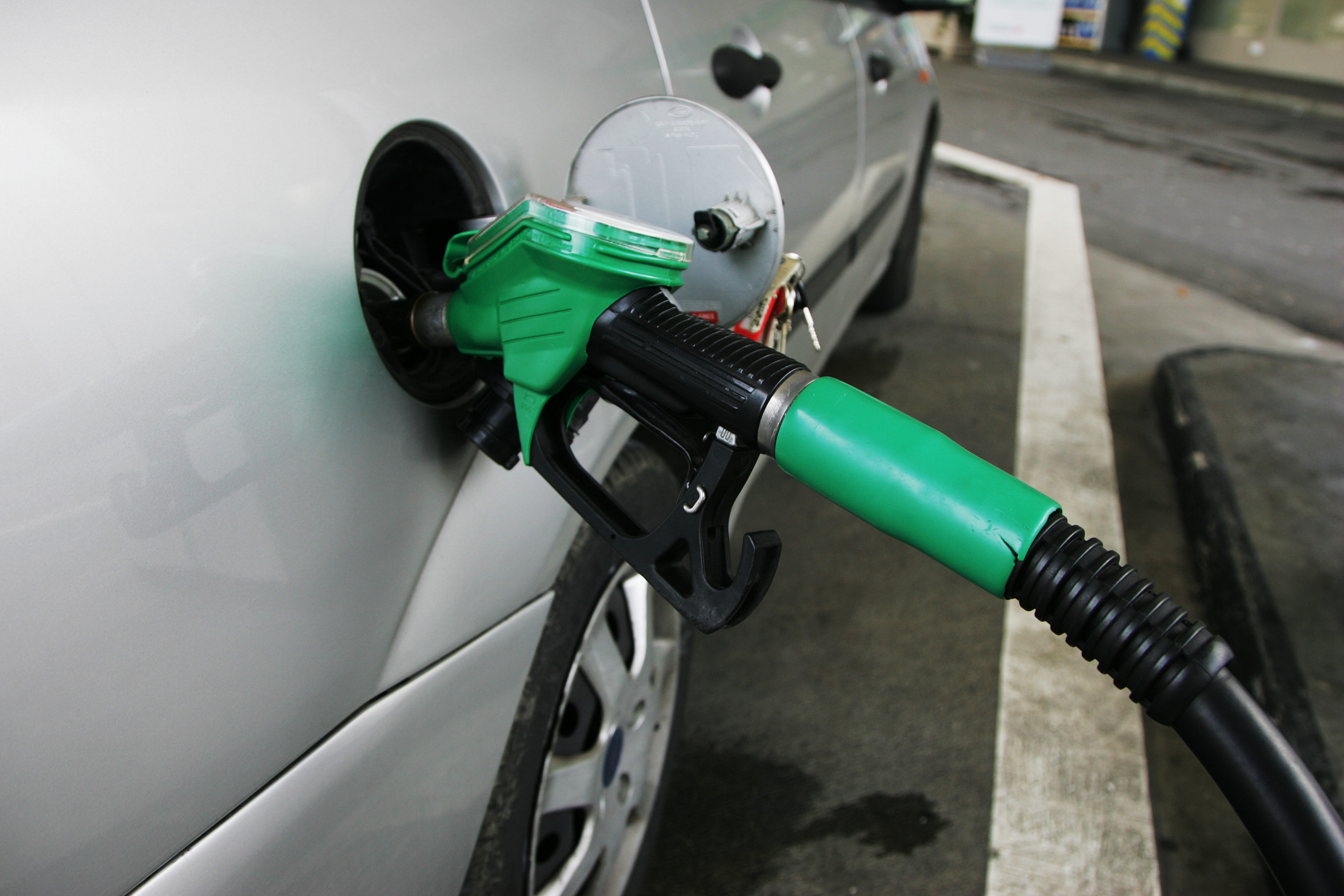
차량 연료 주입구를 통해 연료를 넣는 모습

주유 산업의 규모가 커지고, 주유소가 포화되면서 많은 주유소들이 단순한 주유 시설 외에 여러 가지 편의시설 및 서비스를 제공하는 전략을 꾀하고 있다.
주유소에서는 연료 주입 이외에도 난방용 등유를 판매·배달하기도 하며, 더 나아가 타이어나 와이퍼 같은 자동차 용품을 판매하기도 한다. 또한, 현대의 수많은 주유소는 자동 세차기를 두고 있어 추가 요금을 받고 자동차의 세차를 해주기도 하며, 엔진 오일이나 타이어 등의 부품 교환, 간단한 점검 서비스를 제공하는 곳도 있다. 급유 중 서비스로서 자동차의 유리창을 가볍게 닦아주거나 재떨이통을 비워주는 곳도 있다. 일부 주유소는 편의점을 입점시키는 곳도 있다.
미국 등에서는 한국식의 고속도로 휴게소의 역할을 주유소가 맡는 것이 보통으로 이런 곳에 위치한 주유소는 각종 식료품 및 주요 물품을 파는 매장을 겸하는 곳이 흔하다. 주간고속도로 등에서 편의시설간의 거리가 수십 마일에 달아는 곳에 위치한 주유소는 대형 마트를 겸하는 곳도 있다. 인근에 거주 구역이 거의 없는 곳의 도로에 자리잡은 주유소에는 여관을 겸하는 곳도 있다.

### 셀프 주유소

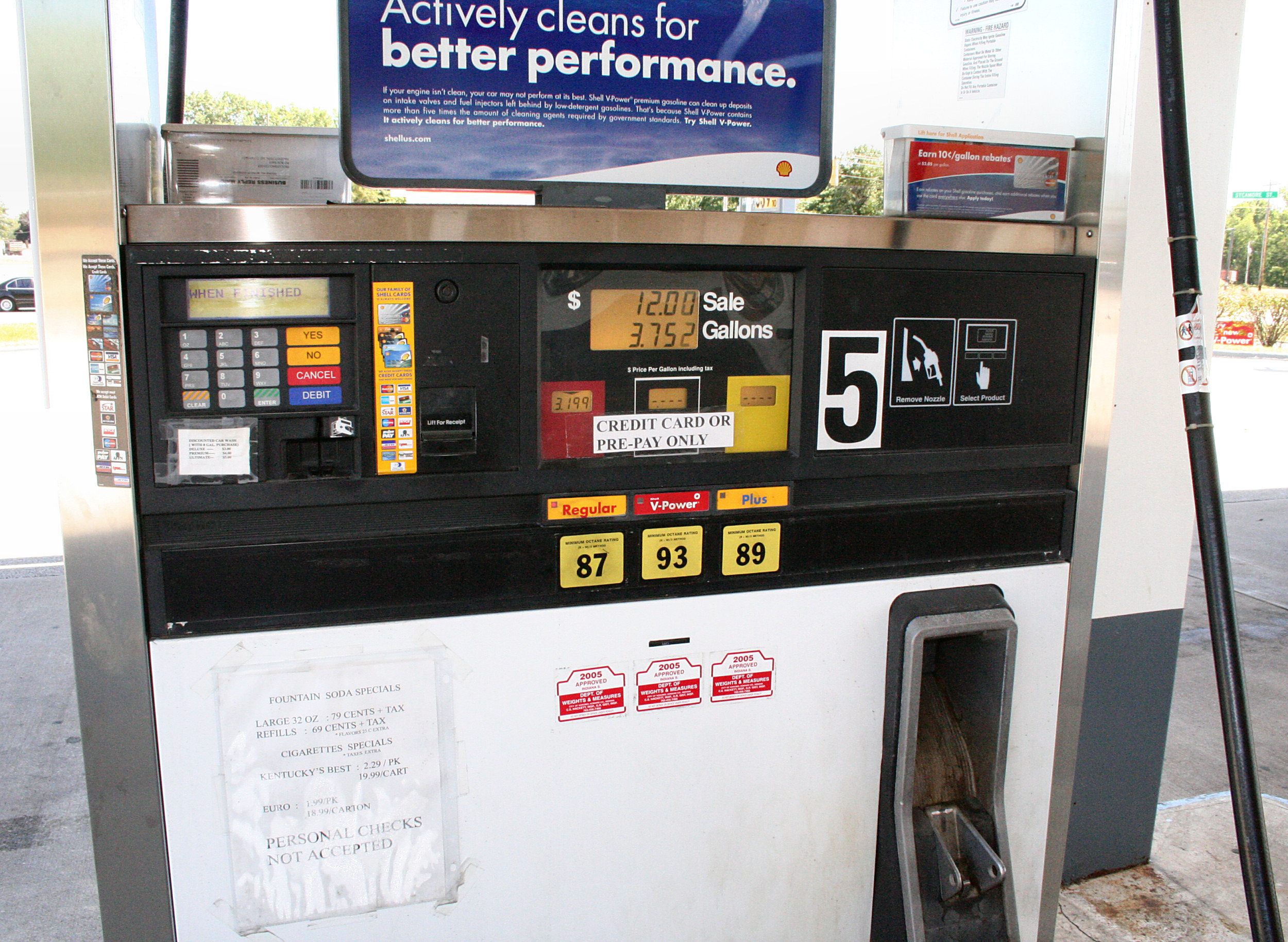
미국의 한 셀프 주유소의 연료 주입기

미국과 같은 일부 국가에서는 운전자가 직접 주유하는 셀프 주유소(Self-Service Station)가 운영되고 있다. 이러한 셀프 주유소는 관리에 꼭 필요한 담당자를 제외하고는 별도의 종업원이나 서비스가 제공되지 않는 형태이다. 초기에는 주유소 방문 시 셀프로 주유할 것인지, 아니면 직원이 주유할 것인지를 선택할 수 있었으나, 현재는 일반 주유소와 셀프 주유소가 명확히 구분되어 운영되고 있다. 다만, 오리건주는 2018년부터 셀프 주유를 허용하였으며, 뉴저지주는 법적으로 셀프 주유소를 허용하지 않고 있다.
대한민국의 경우 2003년에 셀프 주유소가 도입된 이후 한동안 그 수가 적은 편이었으나, 인건비와 관리비를 크게 절감하면서 저렴한 가격에 연료를 공급할 수 있다는 점 때문에 빠르게 증가하였다. 2009년까지 약 300개에 불과했던 셀프 주유소는 2013년에는 약 1,300여 개로 늘어나 전체 주유소의 10% 이상을 차지하게 되었다. 2018년에는 셀프 주유소 개수가 3,057개에 달하며 전체의 26.3%를 차지하고 있다. 일반 주유기 4대를 셀프 주유기로 전환하는 데 인허가 비용을 포함해 약 1억에서 1억 5,000만 원가량 소요됨에도 불구하고, 최저임금의 급격한 인상과 수익성 악화로 인해 셀프 주유소의 비중은 더욱 확대되고 있는 실정이다.
2020년대에 들어서면서 일반형 주유소의 수는 점차 감소하는 반면, 셀프 주유소는 꾸준히 증가하는 추세를 보이고 있다.

## 법률로서의 금지 사항
거의 모든 국가에서 주유소는 금연 구역으로 지정되어 있다. 기름과 가스가 많은 주유소에서 화재사고시 엄청난 피해를 초래할 수 있기 때문이다.
대부분의 국가에서는 주유 중 자동차의 엔진 정지를 법률로 규정해두고 있다. 대한민국에서도 위험물안전관리법 제5조 제3항, 시행규칙 제49조에 따라 운전자는 주유 중에는 자동차의 엔진을 꺼야 하며, 위반시 200만원 이하의 과태료가 부과된다. 이외에도 화기의 사용, 더 나아가 휴대전화의 사용을 금지하는 국가도 있다.

## 세계의 주유소 기업
어떤 나라는 한 개의 주유소 브랜드가 독점을 하고 있다. 멕시코에서는 멕시코 정부가 출자하여 설립한 페멕스(Pemex)라는 주유소가 기름을 공급하고 가격을 책정한다. 말레이시아에서는 로얄 더치 셸(Royal Dutch Shell)이라는 기업이 정부가 설립하여 운영하는 주유소인 페트로나스(Petronas)라는 주유소에 기름을 공급한다. 그러나, 곧 해외기업들이 진입하여 다른 브랜드의 주유소가 생길 예정이다.
로열 더치 셸은 자신의 브랜드를 전 세계로 수출한다. 그런 반면, 셰브론(Chevron) 같은 기업은 아시아, 호주, 아프리카에서는 칼텍스(Caltex)라는 브랜드를 사용하고, 유럽과 라틴아메리카에서는 텍사코(Texaco)를 사용한다. 엑슨모빌은 미국에서 엑슨(Exxon)이라는 브랜드를 사용한다. 하지만 미국 외 지역에서는 에소(Esso)라는 브랜드가 더 잘 알려져 있다. 브라질에서는 페트로브라스(Petrobras)가 주요 주유소 사업자이지만, 엣소, 이피랑아(Ipiranga), 텍사코(Texaco), 로열 더치 셸 역시 큰 회사이다. 영국에서는 많은 브랜드가 경쟁을 하고 있다. 가장 큰 회사로는 비피와 로열 더치 쉘이 있다. 세계적인 슈퍼마켓 체인점들이 주유소를 동시에 운영하고 있는 경우가 있는데 아스다(Asda)와 테스코(Tesco)가 가장 대표적이다. 인도에는 약 15,000 명의 사람들이 주유소에서 일하고 있다.
대한민국의 대표적인 주유소 사업자는 SK에너지, GS칼텍스, S-OIL, 현대오일뱅크 등이 있다.

## 쇠퇴
2010년대에 접어들면서 전기차의 보급이 확대됨에 따라 주유소의 영업이 크게 감소하였고, 이로 인해 많은 주유소가 폐업 절차를 진행하는 상황으로 알려져 있다. 앞으로 2050년대 이후 전기차 보급률이 대폭 증가할 경우, 기존의 일반형 주유소는 역사 속으로 사라질 운명에 처하게 될 것이다.

## 같이 보기
- 오토가스
- 바이오 연료
- 편의점
- 에탄올
- 휘발유
- 수소충전소
- 석유